# فرانك ويلي لارسن
فرانك ويلي لارسن (بالنرويجية البوكمول: Frank Willy Larsen)‏ هو سياسي نرويجي، ولد في 15 سبتمبر 1965. حزبياً، نشط في حزب العمال. وقد انتخب عضو برلمان النرويج ‏.